# Karol Tibenský (fotbalista, 1924)
Karol Tibenský (18. října 1924 – 1. února 1999) byl slovenský fotbalista, útočník.

## Fotbalová kariéra
V československé lize hrál za Spartak Trnava. Nastoupil ve 266 ligových utkáních a dal 49 gólů.

## Ligová bilance
| Ročník                                     | Zápasy | Góly | Klub             |
| ------------------------------------------ | ------ | ---- | ---------------- |
| Státní liga 1947/48                        | -      | 9    | TŠS Trnava       |
| Státní liga 1948                           | 2      | 0    | ATK Praha        |
| Státní liga 1948                           | -      | 1    | NV Trnava        |
| Celostátní československé mistrovství 1949 | -      | 5    | Kovosmalt Trnava |
| Celostátní československé mistrovství 1950 | -      | 7    | Kovosmalt Trnava |
| Mistrovství československé republiky 1952  | -      | 4    | Kovosmalt Trnava |
| Přebor československé republiky 1955       | -      | 6    | Spartak Trnava   |
| 1. československá fotbalová liga 1956      | -      | 7    | Spartak Trnava   |
| 1. československá fotbalová liga 1957/58   | -      | 2    | Spartak Trnava   |
| 1. československá fotbalová liga 1958/59   | -      | 0    | Spartak Trnava   |
| 1. československá fotbalová liga 1959/60   | -      | 5    | Spartak Trnava   |
| 1. československá fotbalová liga 1960/61   | -      | 3    | Spartak Trnava   |
| 1. československá fotbalová liga 1961/62   | -      | 0    | Spartak Trnava   |
| CELKEM                                     | 266    | 49   |                  |